# Henrik Sjöberg
Henrik Sjöberg (Estocolmo, 20 de enero de 1875 — Helsingør, 1 de agosto de 1905) fue un atleta y gimnasta sueco. Compitió en los Juegos Olímpicos de Atenas 1896.
Sjöberg en los Juegos Olímpicos de Atenas participó en varias pruebas de atletismo, en su serie clasificatoria de los 100 metros llanos, se clasificó cuarto y no avanzó a la final. También compitió en el salto de altura consiguiendo un cuarto puesto saltando una altura de 1,60 metros, además de hacerlo en el salto de longitud y lanzamiento de disco pruebas en las que se sabe que no estuvo entre los cuatro mejores y se desconocen sus marcas y clasificaciones.
En las competencias de gimnasia, Sjöberg participó de la prueba del potro. No ganó ninguna medalla, y su colocación en la table general se desconoce.
- Datos: Q562846